# 西炯子
西炯子（12月26日—），日本漫畫家。

## 經歷
鹿兒島縣指宿市出身。鹿兒島縣立指宿高等學校、都留文科大學國文科畢業。高中時投稿至雜誌《JUNE》的「竹宮惠子的漫畫教室」獲採用，因此出道。曾有一段時間一邊擔任老師一邊畫漫畫，後來成為全職的漫畫家。有多部作品改拍為電影：《STAY》（2007年上映）、《謎樣的他》（2015年上映）、《お父さん、チビがいなくなりました》（2019年上映）。
2012年作品《姊姊結婚吧？》獲得全國書店店員推薦漫畫第5名。

## 作品列表

### 漫畫
連載中
- 大大（小學館《Big Comic Original》vol.2 2015年1月5日～）既刊4巻、長鴻出版社
- 初戀的世界（日语：初恋の世界）（小學館《月刊flowers》2016年3月号～）既刊9巻、長鴻出版社
- 戀愛與國會（日语：恋と国会）（小學館《Big Comic Spirits》2018年49号～〔不定期連載〕）既刊1巻、青文出版社

已完結

#### 1980～1990年代
- 寧為天使（日语：天使にならなきゃ）（1988年、小學館 プチフラワーコミックス、全1巻）、尖端出版
  - 太陽の下の17歳（Magazine Magazine（日语：マガジン・マガジン）《JUNE（日语：JUNE (雑誌)）》1986年11月号） ※「西桂子」名義
  - 天使にならなきゃ（《JUNE》1987年3月号）
  - ついに最後のREQUEST-LAST REQUEST AT LONG LAST-（《JUNE》1987年5月号）
  - 「出口」（《JUNE》1987年12月号-1988年2月号）
  - 待っているよ（小學館《Petit Flower（日语：プチフラワー）》1988年3月号）
  - その後のランナー（《Petit Flower》1988年5月号）
- 飛鳥之夢（日语：僕は鳥になりたい）（1990年、小學館 プチフラワーコミックス、全1巻）、尖端出版
  - エスケープ（小學館《Petit Flower》1988年7月号）
  - 家の光（《Petit Flower》1988年12月号）
  - 欲望という名の自転車（Magazine Magazine《JUNE》1989年5月号）
  - 僕は鳥になりたい（小學館《Petit Flower特別号》1989年12月増刊号）
- 冰凍空間（日语：水が氷になるとき）（1990年、小學館 プチフラワーコミックス、全1巻）、尖端出版
  - プロミス（小學館《Petit Flower》1990年1月号）
  - 犬とあなたと春風と（《Petit Flower》1990年3月号）
  - 君去りてのち（《Petit Flower》1990年5月号）
  - ここへおいで（Magazine Magazine《JUNE》1990年11月号）
  - 水が氷になるとき（《Petit Flower》1990年11月号）
- 9月 -september-（1991年、小學館 プチフラワーコミックス、全1巻）、尖端出版
  - いつかこんな日が（小學館《Petit Flower》1991年1月号）
  - 一人で暮らす理由（《Petit Flower》1991年3月号）
  - 9月-September-（《Petit Flower》1991年5月号）
- 另一個海（日语：もうひとつの海）（1992年、小學館 プチフラワーコミックス、全1巻）、尖端出版
  - もうひとつの海（小學館《Petit Flower》1992年1月号、同年3月号）
  - Teenage（《Petit Flower》1992年7月号）
  - Swimmer（《Petit Flower》1992年9月号）
- 萩原屋美人（日语：三番町萩原屋の美人）（1993年～2002年、新書館 Wings comics、全15巻）、大然文化
  - 三番町萩原屋の美人（新書館《Wings（日语：ウィングス (雑誌)）》1991年2月号～2002年3月号）
  - 西部戦線事情あり（《Wings》2002年4月号）
- Love Song恨情歌（日语：LoveSong）（1993年、小學館 プチフラワーコミックス、全1巻）、尖端出版
  - LOVE SONG（小學館《Petit Flower》1993年1月号）
  - 海辺の宝石（《Petit Flower》1993年3月号）
  - 信号ちかちか（《Petit Flower》1993年5月号、同年7月号）
  - 心の皮（《Petit Flower》1993年11月号）
- 絕對可憐的公主（日语：かわいそうなお姫様）（1993年、角川書店 あすかコミックスDX、全1巻）、東立出版社
  - かわいそうなお姫様（角川書店《月刊Asuka》1992年8月号）
  - おくらeighteen（《月刊Asuka》1993年1月号、同年2月号）
  - 森の中（《月刊Asuka》1993年5月号）
- 電梯小姐（日语：西炯子短篇集 え・れ・が）（1994年、新書館 Wings comics、全1巻）、東立出版社
  - え・れ・が（新書館《Wings》1990年5月号）
  - 眼鏡のない日（《Wings》1991年9月号）
  - 渡しの狂（新書館《South!（日语：サウス (雑誌)）》1993年Summer）
  - 密林の二人（《South!》1995年Spring）
  - So Much To Say（角川書店《Asuka増刊ミステリーDX》1991年春号）
  - 体の思い出『指』（Fusion Product（日语：ふゅーじょんぷろだくと）《KID'S》1991年vol.14）
  - 体の思い出『息』（《KID'S》1991年vol.15）
  - 体の思い出『耳』（《KID'S》1991年vol.16）
- 你覺得我怎樣?（日语：西炯子短篇集 わたしのことどう思ってる?）（1997年、新書館 Wings comics、全1巻）、東立出版社
  - わたしのことどう思ってる?（新書館《South!》1997年2月号、同年4月号）
  - 戦場にかける恥（《South!》1997年6月号）
  - 虹のできるわけ（《South!》1997年8月号）
- 再見茱麗葉（日语：西炯子短篇集 さよならジュリエット）（1998年、新書館 Wings comics、全1巻）、東立出版社
  - さよならジュリエット（新書館《Wings》1997年4月号）
  - 君といつまでも（《Wings》1997年6月号）
  - あなたがいるなら（《Wings》1997年8月号）
  - 彼女からFAX（《Wings》1997年10月号、双葉社《ミステリーJour（日语：JOURすてきな主婦たち） Special》2011年第110集に再録）
  - 軽井沢つけもの夫人（《Wings》1998年1月号）

#### 2000年代
- STAY系列
  - STAY ああ今年の夏も何もなかったわ（小學館《月刊flowers》2002年8月号～2003年1月号）
  - 那年的愛情（日语：STAYプラス お手々つないで）（小学館《月刊flowers》2003年4月号～同年9月号）、長鴻出版社
  - 雙子座的女人（日语：STAYリバース 双子座の女）（小学館《月刊flowers》2003年12月号～2004年5月号）、長鴻出版社
  - 少年的思春（日语：STAYラブリー 少年）（小学館《月刊flowers》2004年7月号～2005年6月号）、長鴻出版社
  - First Love–美麗的初戀–（日语：STAYプリティ First Love）（小学館《月刊flowers》2005年8月号～2006年1月号）、長鴻出版社
  - STAYネクスト 夏休み カッパと（2006年、小学館 プチフラワービッグコミックス、全1巻）
    - 口笛吹いて（新書館《別冊Wings Ten Carat》1994年11月号）
    - 四月にはレンゲ畑（講談社《Amie（日语：Amie）》1998年1月号）
    - STAYシリーズ 夏休み カッパと（小学館《月刊flowers》2006年3月号）
    - STAYシリーズ 愛してる（《月刊flowers》2006年5月号）
- 心動無厘頭（日语：ひらひらひゅ〜ん）（2007年～2010年、新書館《Wings（日语：ウィングス (雑誌)）》2006年7月号～2010年10月号、全4巻）、東立出版社
- 放學後的國度（日语：放課後の国）（小学館《月刊flowers》2006年7月号～2006年12月号）、長鴻出版社
- 電波男之戀（日语：電波の男）（2007年、小学館 フラワーコミックス、全1巻）、長鴻出版社
  - 波のむこうに/波のこちらは（小学館《月刊flowers》2007年3月号～4月号）
  - 電波の男よ/電波の女よ（《月刊flowers》2007年6月号～7月号）
  - うそ〜ん!/うそ〜ん?（《月刊flowers》2007年8月号～9月号）
- 女作家與老媽的日常（日语：ちはるさんの娘）（双葉社《Manga Town（日语：まんがタウン）》2007年3月号～  全4巻）、東立出版社
- 眼鏡型男&美女高中生（日语：亀の鳴く声）（小学館《月刊flowers》2007年12月号～2008年5月号）、長鴻出版社
- 謎樣的他（小学館《月刊flowers》2008年9月号～2010年2月号）、長鴻出版社

#### 2010年代
- 水噹噹警花（日语：ふわふわポリス）（小學館《月刊flowers》2010年4月号～同年9月号）、長鴻出版社
- 這樣的故事你想看嗎?（日语：西炯子のこんなん出ましたけど、見る?）（2011年、小學館 フラワーコミックススペシャル、全1巻）、東立出版社
  - ちるちる!（小學館《別冊Young Sunday》2002年14号～同年16号）
  - 墨の香り（小學館《Judy（日语：Judy）》2006年5月号）
  - 生の生涯（小學館《凜花》2007年1号、同年3号～2010年9号）
  - スパイの手帖 - 泣く男 -（《凜花》2007年2号）
  - 黒が…見てる（小學館《月刊flowers》2007年5月号）
  - 辻ウラDIARY（《月刊flowers》2007年7月号別冊ふろく『flowers 占術図鑑 Fortune Book』）
  - 花はどこへ行った（《月刊flowers》2008年6月号）
  - 水元兄弟（《月刊flowers》2005年10月号付録）
  - 私の若葉マーク時代
  - ひとりで生きるモン！
- 姊姊結婚吧？（日语：姉の結婚）（小學館《月刊flowers》2010年11月号～2014年10月号）、東立出版社
- 戀與軍艦（日语：恋と軍艦）（講談社《Nakayoshi》2011年2月号～2015年6月号、全8巻）、東立出版社
- 中島×中島（日语：なかじまなかじま）（白泉社《MELODY（日语：MELODY (雑誌)）》2011年10月号～2014年8月号、全3巻）、長鴻出版社
- 豬排咖哩的日子（日语：カツカレーの日）（小學館《月刊flowers》2015年1月号～12月号）、長鴻出版社

### 插畫
- 都市冒險王（日语：都会のトム&ソーヤ）系列（勇嶺薰（日语：はやみねかおる））（YA!ENTERTAINMENT・1巻～以下続刊、完全ガイド、ゲーム・ブック）※にし けいこ名義、皇冠文化
- 富士見二丁目交響樂團系列（秋月皓（日语：秋月こお））（角川ルビー文庫・1巻～19巻）、台灣角川